# I Was Born to Love You
〈I Was Born to Love You〉는 1985년 프레디 머큐리가 부른 노래로, 싱글 음반과 《Mr. Bad Guy》 음반으로 발매되었다. 
이후 1995년에는 퀸의 마지막 앨범인 《Made in Heaven》의 수록곡으로 발매되었다. 프레디 머큐리의 사후 발매된 이 곡은 원곡의 디스코 풍과는 달리 록 버전으로 편곡된 멜로디가 사용되며 인기를 끌었다. 퀸 버전은 더욱 록적인 사운드를 강조했으며, 특히 브라이언의 기타 솔로와 로저의 드럼이 추가되어 원곡과는 다른 분위기를 형성했다.《Made in Heaven》 음반에 수록된 〈I Was Born to Love You〉는 〈A Kind of Magic〉과 〈Living On My Own〉에서 프레디 머큐리의 보컬을 샘플링으로 따내, 곡의 완성도를 높였다는 평가를 받는다. 
〈I Was Born to Love You〉는 프레디 머큐리가 생전 라이브 공연을 열었던 적이 없지만, 아시아 지역에서의 인기로 프레디 머큐리 사후 퀸의 투어에서 라이브로 불린다. 2005년에는 퀸 + 폴 로저스 일본 투어에서 라이브 데뷔를 했으며, 브라이언 메이와 로저 테일러가 연주하고 폴 로저스가 보컬을 소화했다. 대한민국에서도 공연된 적이 있는데, 2014년 퀸 + 애덤 램버트가 슈퍼소닉 페스티벌 참가 차 내한하여 공연을 펼쳤다.

## 인증
| 국가                       | 인증 | 판매량/출하량 |
| -------------------------- | ---- | ------------- |
| 일본 (RIAJ)                | 골드 | 50,000^       |
| ^출하량을 기반으로 한 인증 |      |               |